# نگارخانه خاوران
نگارخانه خاوران یکی از بخش‌های هنری فرهنگسرای جوان در تهران است. این نگارخانه در سال ۱۳۷۲ تأسیس شده و به صورت مستمر نمایشگاه‌های هنری به ویژه در زمینه‌های عکس، نقاشی و هنرهای تجسمی برگزار می‌کند. این نگارخانه در دو طبقه و در ساختمان اصلی این فرهنگسرا قرار دارد. همچنین دارای بازارچهٔ فرهنگ وهنر می‌باشد  که دارای تعداد زیادی مغازه که به اموزش رشته‌های هنری مثل خطاطی نقاشی معرق منبت و.. می‌باشد 